# Neozephyrus kawamotoi
Neozephyrus kawamotoi är en fjärilsart som beskrevs av Siuiti Murayama 1956. Neozephyrus kawamotoi ingår i släktet Neozephyrus och familjen juvelvingar. Inga underarter finns listade i Catalogue of Life.